# Semley
Semley – wieś w Anglii, w hrabstwie Wiltshire. Leży 26 km na zachód od miasta Salisbury i 150 km na zachód od Londynu.